# Fruziński J. Fabryka Czekolady

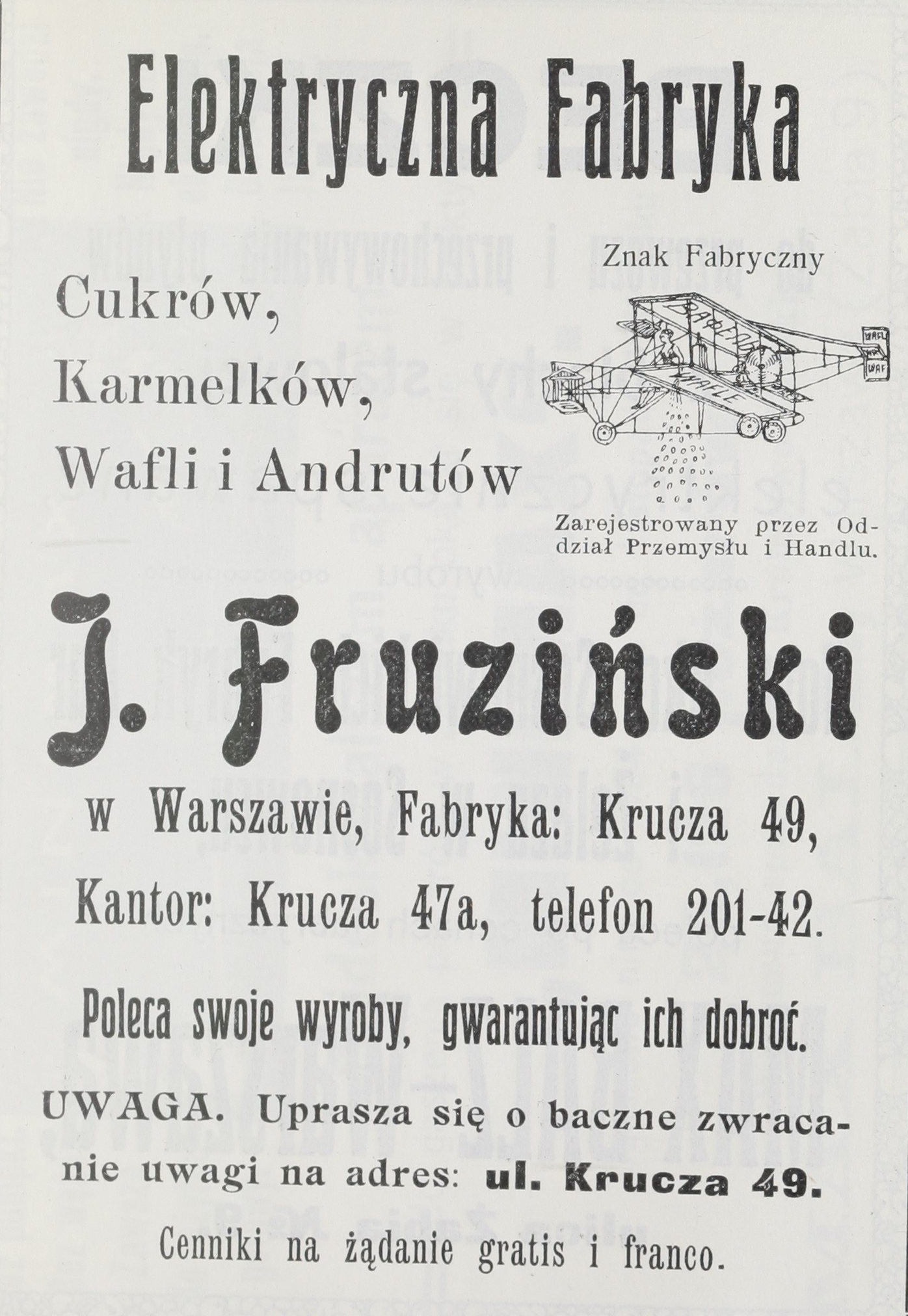
Jan Fruziński, reklama z 1912 w „Najnowszym ilustrowanym przewodniku po Warszawie i okolicach”

Fruziński J. Fabryka Czekolady, Spółka Akcyjna – spółka istniejąca w latach 1888–1939 w Warszawie. Posiadała fabrykę słodyczy oraz własną sieć sklepów firmowych.

## Historia przedsiębiorstwa
Przedsiębiorstwo swoje początki miało w założonej przez Jana Fruzińskiego niewielkiej wytwórni cukierków, która znajdowała się przy ul. Marszałkowskiej. W 1896 firma posiadała dwa sklepy firmowe, przy ul. Marszałkowskiej 133 i Senatorskiej 6. W 1900 zakład przeniesiono na ul. Polną 26/32, przy okazji produkcja została zmechanizowana, a także zwiększono liczbę zatrudnionych pracowników. Przy Marszałkowskiej pozostała pracownia cukiernicza. W niedługim czasie oferta zakładu Fruzińskiego zwiększyła się o kakao, czekoladę, chałwę, wafle i pierniki.
W związku z rosnącym popytem Fruziński na początku XX wieku otworzył sklepy firmowe, a w 1914 cukiernię, która szybko stała się miejscem spotkań wytworniejszych warszawiaków. Duża część produkcji była eksportowana do Rosji, ponieważ fabryka posiadała filie w Kijowie i Moskwie. Wcześniej, w 1911 r., przedsiębiorstwo zostało przekształcone w spółkę akcyjną. Ogólnopolską sławę produktom Fabryki Czekolady Fruzińskiego przyniosło prawo do wyłączności sprzedaży produktów w kioskach cukierniczych znajdujących się na dworcach dużych miast w całym kraju.
W latach 30. XX wieku produkcję przeniesiono do nowego, zaprojektowanego przez Czesława Przybylskiego zakładu znajdującego się przy ul. Chocimskiej 5. Produkty Fruzińskiego poza walorami smakowymi cechowały również oryginalne i artystyczne opakowania, które były dziełem m.in. Zofii Stryjeńskiej i Tadeusza Gronowskiego. Firma przestała istnieć w 1939. Tradycje cukiernicze ojca reaktywował Jan Fruziński (syn), ale w 1953 firmę znacjonalizowano. Wkrótce założył niewielką cukiernię przy ul. Sewerynów 8, którą prowadził do 1976.

## Cukiernia Jana Fruzińskiego
Cukiernia nazywana Salonem Fruzińskiego znajdowała się w należącej do niego kamienicy przy ul. Marszałkowskiej 75, mieścił się tam również sklep firmowy. Cała kamienica, podobnie jak jej wnętrze było urządzone w stylu Ludwika XV, tzn. francuskiego rokoko uzupełnionego elementami modernistycznymi. Projektantem całości był wzięty wówczas warszawski architekt Juliusz Nagórski. Wnętrze cukierni, o której Fruziński mówił „salon de degustation” zdobiły kopie obrazów François Boucher obramowane ornamentem rocaillowym. Ściany sklepu i cukierni pokrywały boazerie i marmur, a na sufitach znajdowały się sztukaterie. Wnętrze zostało zdemolowane podczas powstania warszawskiego, natomiast kamienicę rozebrano w związku z budową MDM i poszerzaniem ul. Marszałkowskiej.